# Iljušin Il-76
Iljušin Il-76 (kód NATO „Candid“) je víceúčelový čtyřmotorový strategický transportní letoun navržený sovětskou konstrukční kanceláří Iljušin. Poprvé byl plánovaný v roce 1967 jako komerční nákladní letoun a náhrada za turbovrtulové Antonovy An-12. Byl navržen tak, aby dokázal dopravit těžké stroje do odlehlých, špatně obsluhovaných oblastí. První prototyp stroje vzlétl 25. března 1971 a ještě téhož roku byl předveden na aerosalonu v Paříži. Sovětské letectvo obdrželo první sériové kusy v roce 1974. O dva roky později byla zalétána civilní verze pro Aeroflot, postupně vznikaly různé obměny.
Vojenské verze Il-76 byly široce používány v Evropě, Asii a Africe. Vznikly i verze pro tankování paliva za letu nebo velitelské centrum. Výroba modernizovaného letounu pokračuje i v současnosti, v roce 2012 poprvé vzlétla hluboce modernizovaná verze Il-76MD-90A (Il-476).
Il-76 zažil rozsáhlou službu jako komerční nákladní letoun s rampou, zejména pro nadměrné nebo těžké předměty, které nelze jinak přepravovat. Byl také použit jako záchranný transportní prostředek pro civilní evakuace, jakož i pro humanitární pomoc a pomoc při katastrofách po celém světě. Díky své schopnosti operovat z nezpevněných ranvejí byl užitečný v nezastavěných oblastech. Specializované modely byly také vyráběny pro letecké hašení a výcvik stavu beztíže.

## Vznik
Základní požadavky na nový transportní letoun pro vojenské letectvo SSSR byly jeho velitelstvím navrženy a schváleny 28. června 1966. OKB S. V. Iljušina dostala 27. listopadu 1967 nařízení na vývoj a výrobu armádou koncipovaného stroje, který bude schopen nést užitečné zatížení 40 tun (88 000 lb) na vzdálenost 5 000 km (2700 NMI; 3 100 mil) v době kratší než šest hodin, který je schopen pracovat z krátké a neupravené dráhy a bude schopen vyrovnat se s nejhoršími povětrnostními podmínkami (např. na Sibiři a v arktické oblasti Sovětského svazu). Ve výzbroji měl nahradit upravené dopravní typy Iljušin Il-12D, Iljušin Il-14T i turbovrtulové An-12 a Antonov An-22.
Na podzim 1969 byla maketa Il-76 v měřítku 1:1 předvedena maketní komisi. V prosinci téhož roku byl typový návrh odsouhlasen s následnou realizací stavby prvního prototypu. V roce 1970 byl vedením projektu pověřen Iljušinův zástupce, šéfkonstruktér Genrich Vasiljevič Novožilov.

## Vývoj a konstrukce

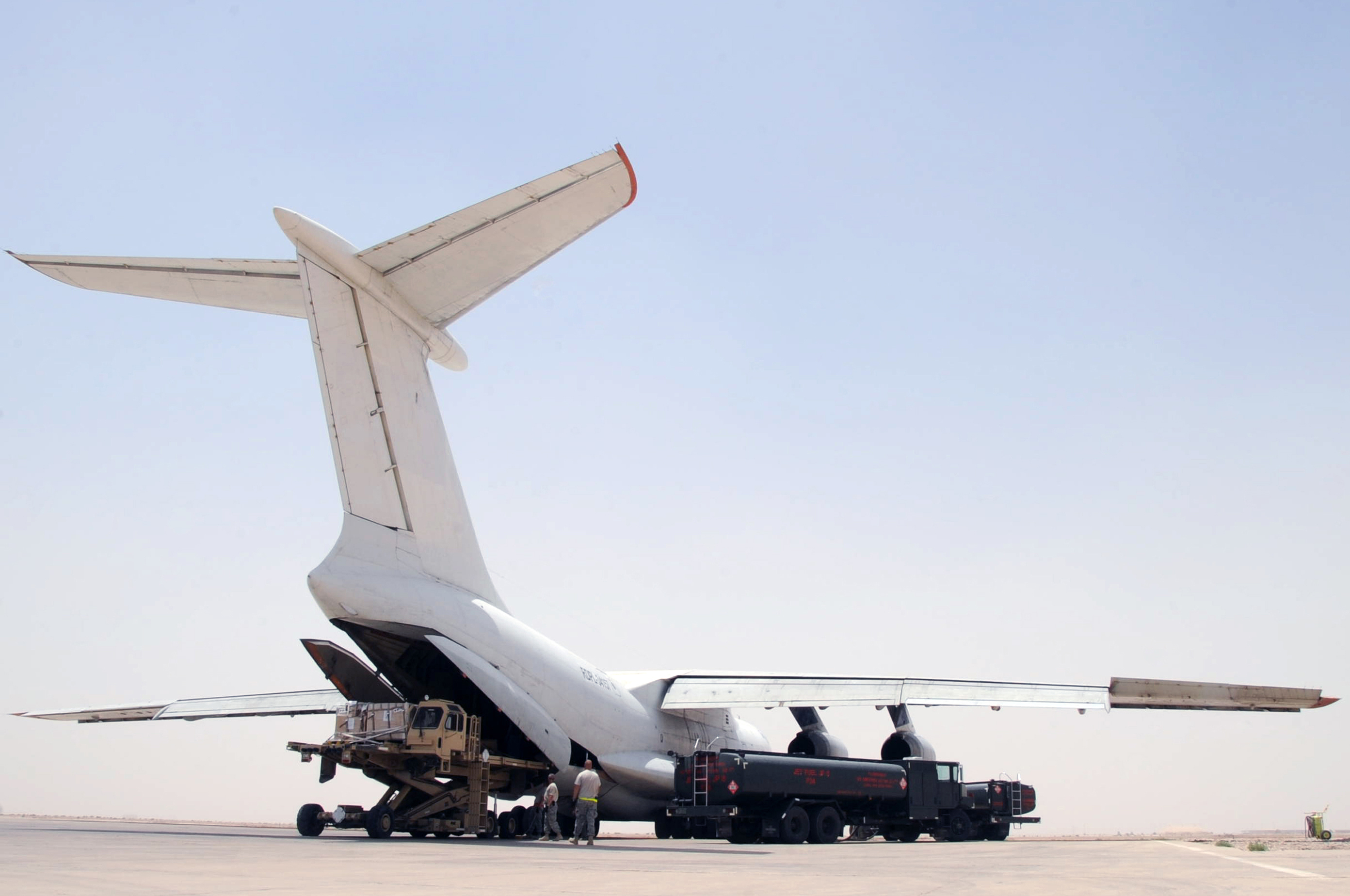
Civilní varianta Iljušinu Il-76 v Iráku.

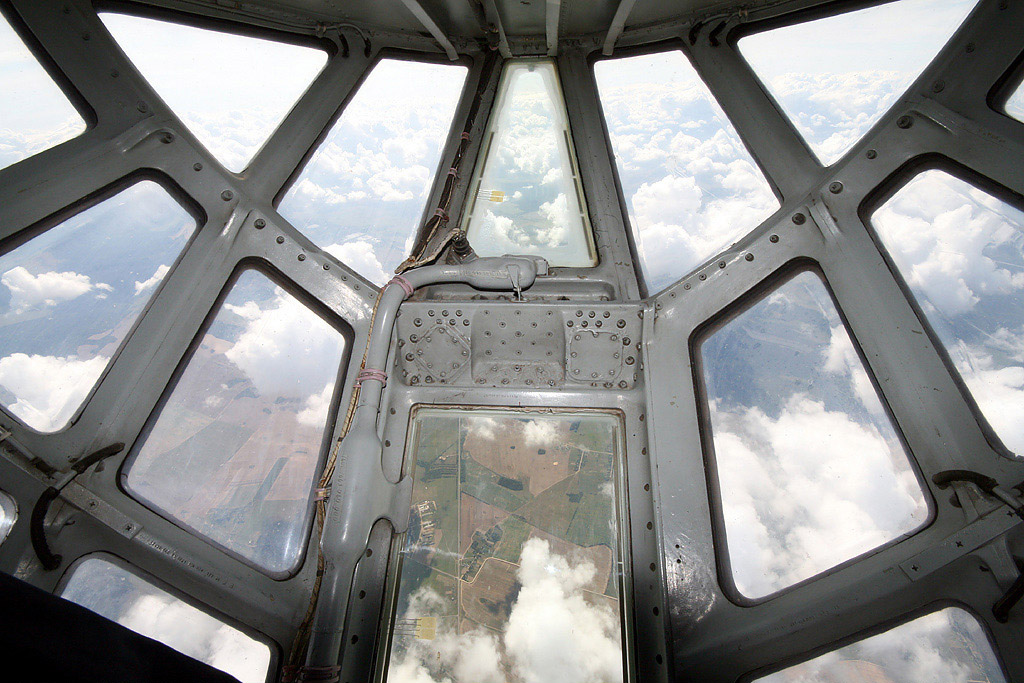
Prosklený nos Il-76TD

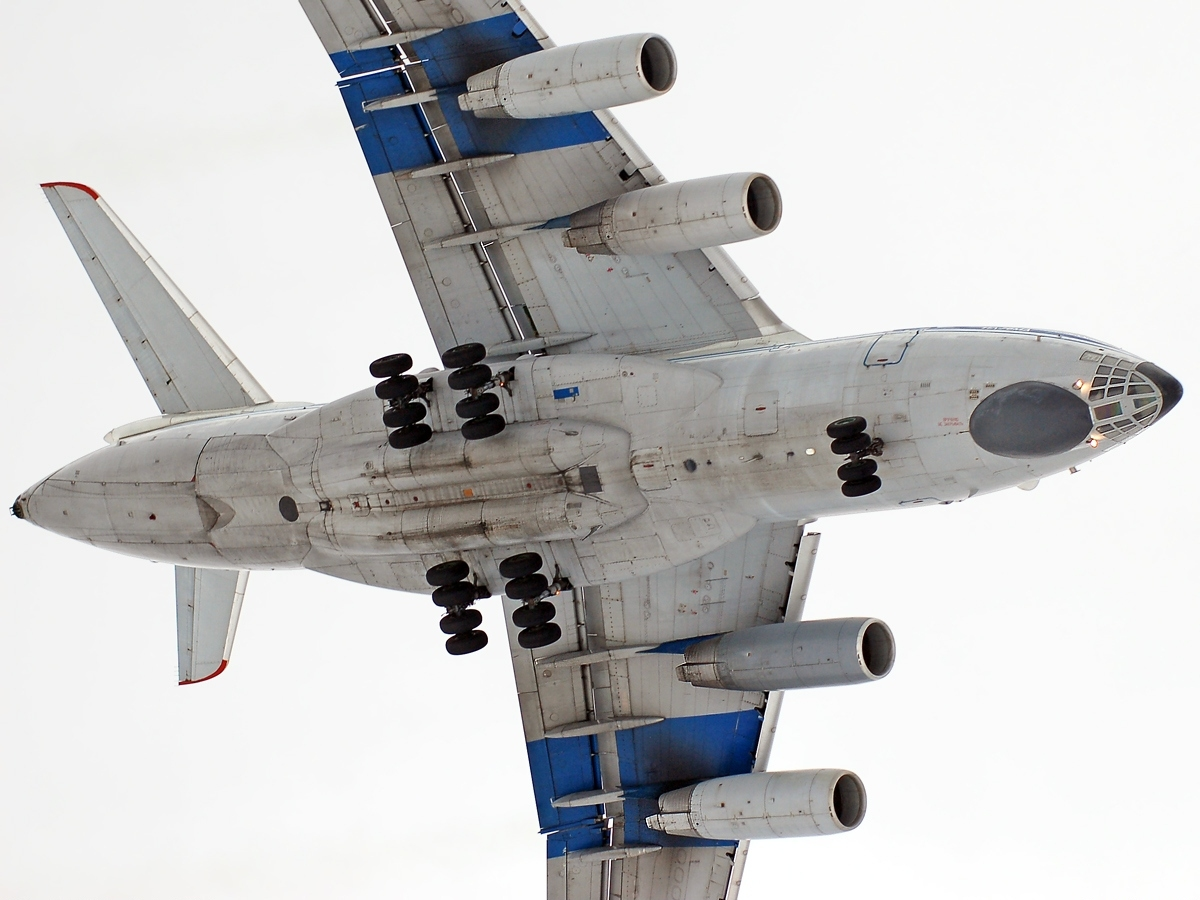
Podvozek Iljušinu Il-76

Slavnostní roll-out se konal v březnu 1971 a ihned poté byla zahájena první etapa pozemních testů. K záletu prvního prototypu (imatrikulace SSSR-86712, výr. č. 01-01) došlo 25. března 1971 se zkušební osádkou velitele E. I. Kuzněcova z továrního letiště Chodynka. Po úspěšném dokončení zkušebního programu byl podroben únavovým testům konstrukce a kompletně rozlámán.
Druhý létající prototyp (SSSR-86711, 01-03) z tovární haly vyroloval v dubnu 1973. Po další návštěvě aerosalonu v Paříži byl v závěru zkoušek při pojíždění poškozen a následně zrušen.
Sériová produkce Il-76 byla zahájena v roce 1973 a probíhala ve výrobním závodě č.84 v Taškentu v Uzbekistánu. K úvodnímu vzletu prvního sériového stroje (SSSR-76500, 033401016) došlo 8. května 1973 se zkušební osádkou A. M. Ťurjumina. Po ukončení všech zkoušek byl stroj odstaven na základně v Žukovském a sešrotován.
Druhý sériový letoun (SSSR-76501, 033401019) vzlétl v říjnu 1973 s již instalovanou kabinou střelce s dvojicí kanónů GŠ-23 ráže 23 mm a na zádi umístěným naváděcím radarem pod SOP. V prosinci 1976 byly do provozu uvedeny další dva sériové exempláře (SSSR-76502, 063407206 a SSSR-76503, 063408209), které sloužily ke školení prvních osádek. Pravidelné lety na linkách Aeroflotu byly zahájeny 26. září 1977.
V roce 1990 byly vyvinuty modernizované varianty MF, TF, ale kvůli finančním problémům hlavního odběratele – sovětského a po roce 1991 ruského letectva – nebyly vyrobeny ve velkém. Prototyp delší varianty Il-76MF s větší kapacitou poprvé vzlétl 1. srpna 1995. Produkce byla zastavena kolem roku 1997. Některá obchodní letadla byla, počínaje rokem 2004, modernizována na Il-76TD-90VD, s využitím nových motorů PS-90 pro splnění evropských norem hluku. V roce 2005 ČLR v Rusku objednala 34 nových Il-76MD a 4 tankery Il-78, a v továrně v Taškentu v Uzbekistánu bylo dokončeno 16 neúplných strojů. Produkce Il-76 se nachází v nové továrně Aviastar-SP v Uljanovsku v Rusku, ve spolupráci s továrnou ve městě Taškent.
Poslední zásadní modernizace, Il-76MD-90A (Il-476), má zvýšit užitnou hodnotu letounu (úspora paliva, větší vzletová hmotnost 210t, zvýšený dolet). Toho je dosaženo mimo jiné díky novým motorům PS-90A, přepracovanému křídlu, moderní avionice atd. První let se uskutečnil 22. září 2012.

## Nehody a incidenty
- 23. listopadu 1979 havaroval sovětský letoun Il-76 (registrace CCCP-86714) během přiblížení k letišti Vitebsk, když pilot ztratil kontrolu nad strojem. Zahynula sedmičlenná posádka.
- Dne 11. prosince 1988 havaroval Il-76 společnosti Aeroflot při přiblížení k Leninakanu v Arménii, přičemž zahynulo 77 ze 78 lidí na palubě.
- 18. října 1989 havaroval sovětský Il-76 (CCCP-76569) v Kaspickém moři u Sumqayitu v Ázerbájdžánu, zahynulo všech 57 lidí na palubě.
- 19. února 2003: Il-76MD vzdušných sil Íránských revolučních gard se zřítil 35 km od Kermánu. Zahynulo 275 osob.[3]
- 23. září 2023: Il-76 se zřítil při přistání na letišti v Gao v Mali.[4] Nepotvrdilo se, že na palubě byli příslušníci Wagnerovy skupiny.[5]
- 24. ledna 2024: Il-76 se zřítil v ruské Bělgorodské oblasti. Podle ruské verze byl sestřelen Ukrajinou a převážel 65 ukrajinských zajatých vojáků určených k výměně. Podle zprávy ukrajinského generálního štábu Il-76 přepravoval protiletecké střely S-300.[6]
- 12. března 2024 se zřítilo ruské vojenské dopravní letadlo Il-76 s osmi členy posádky a sedmi cestujícími u vojenského letiště Severnyj v Ivanovské oblasti v blízkosti hřbitova ve vesnici Bogorodskoje. Zprávu potvrdila ruská agentura TASS s odkazem na prohlášení ministerstva obrany. Příčinou havárie bylo podle ministerstva vznícení jednoho z motorů při startu letadla, ale důvod požáru není jasný a úřady jej vyšetřují.[7]

## V populární kultuře
Il-76 si zahrál ve Speciálu ze Středního východu pořadu Top Gear s britskou premiérou 26. prosince 2010. Na začátku pořadu s ním moderátoři i s auty přistávají na irácké letiště v otevřeném nákladovém prostoru. Po dobu cca pěti minut je možné vidět některé detaily z vnitřku letadla.

## Varianty

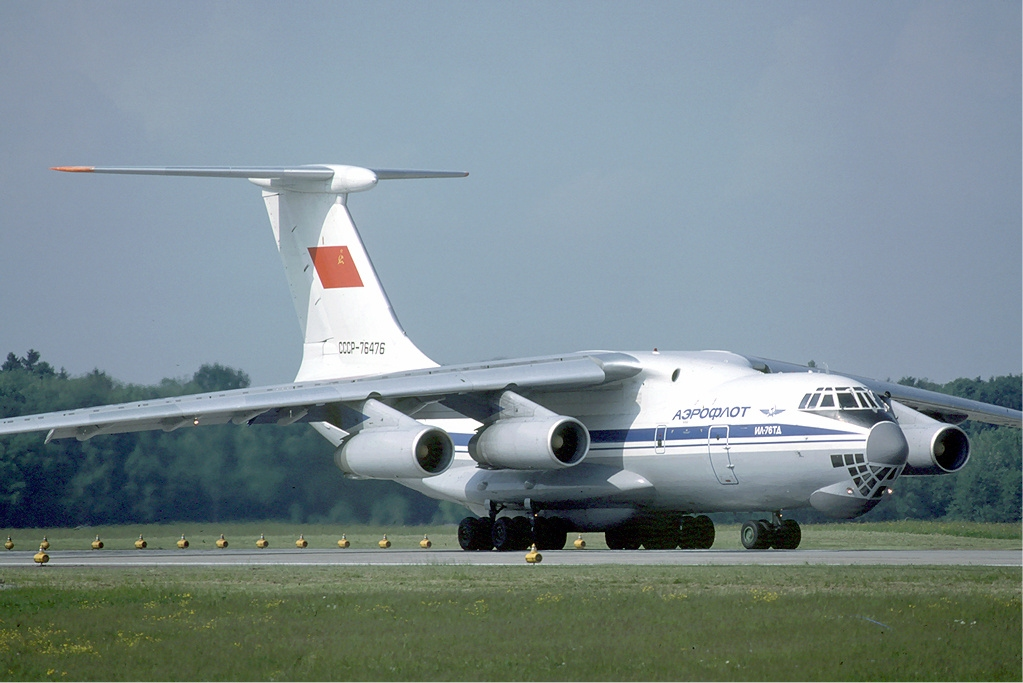
Jedna z prvních variant Il-76TD v Zürichu

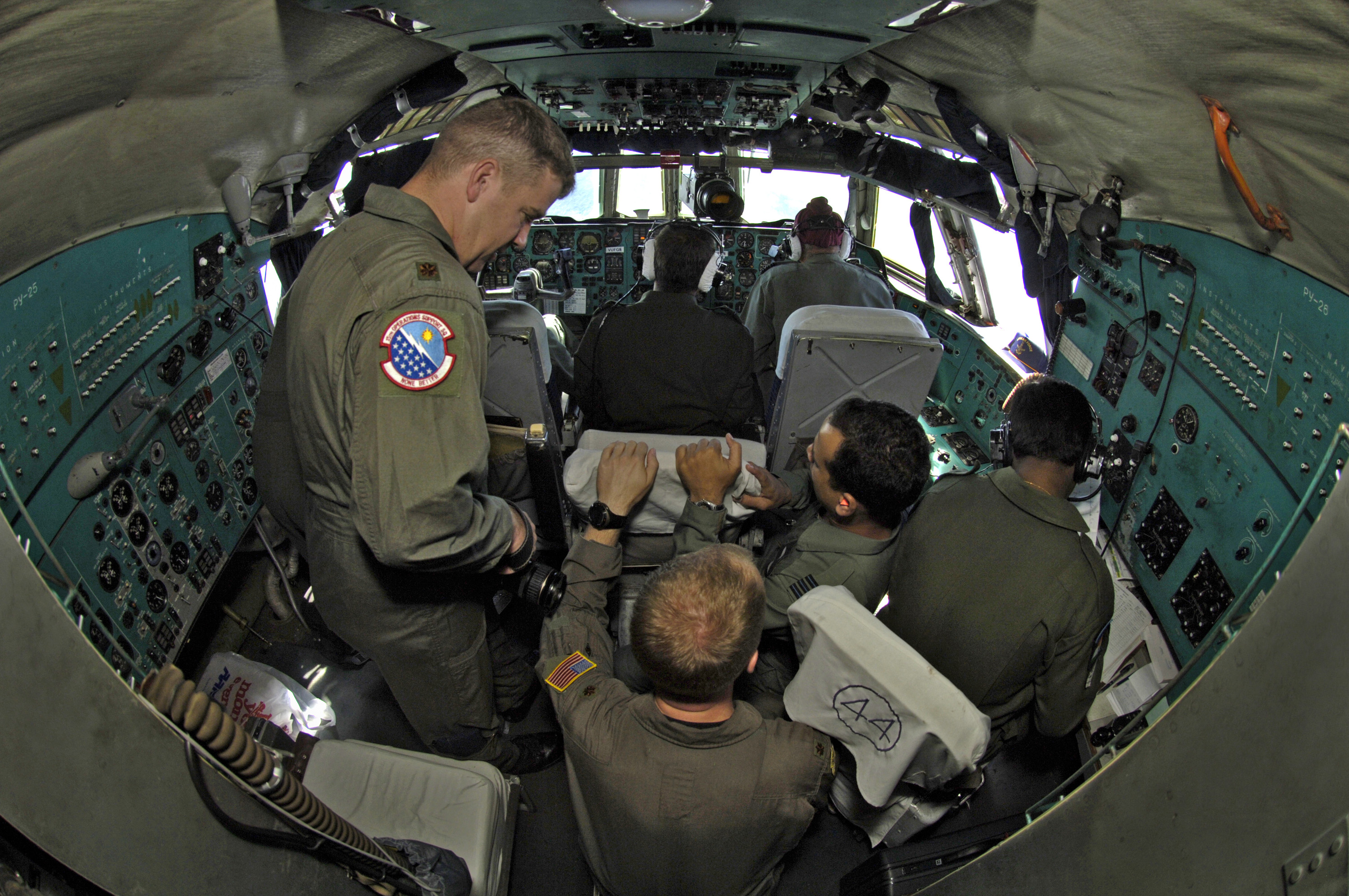
Kokpit indického Il-76

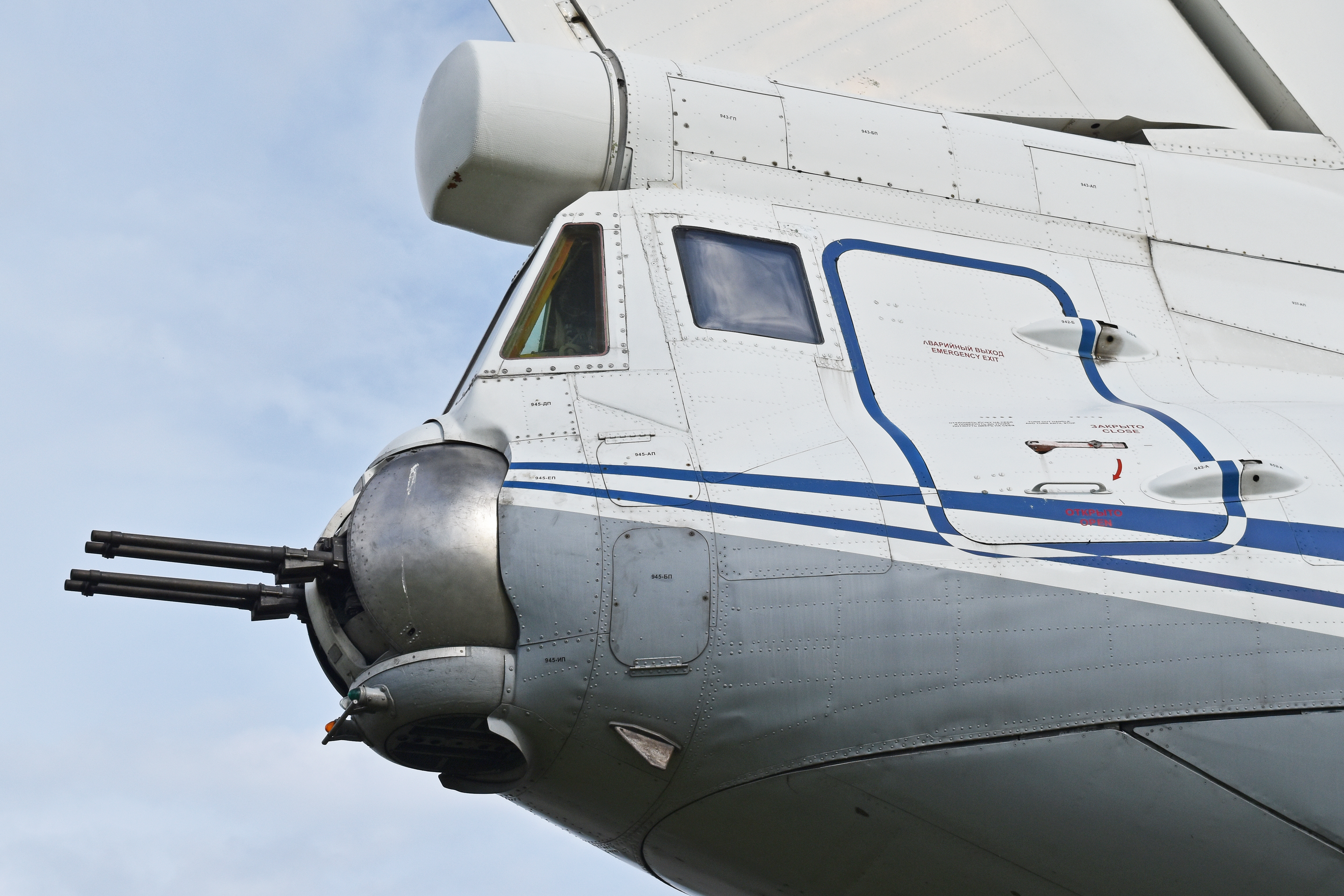
Zadní střelecká věž Il-76

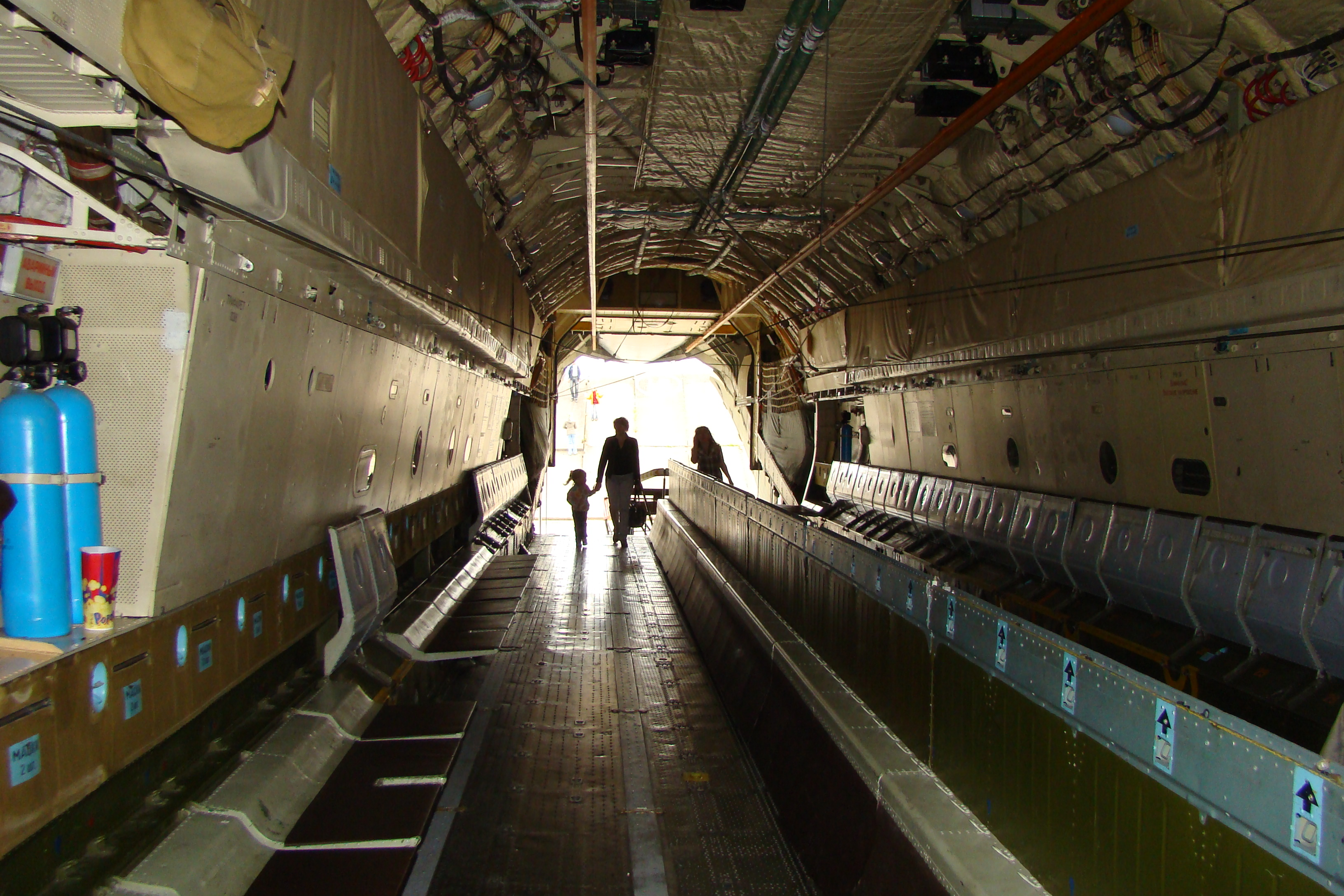
Nákladový prostor Il-76MD

- Il-76 – základní verze o nosnosti 30 000 kg.
- Il-76M – (Modificirovannyj), kód NATO Candid B, vojenská verze z roku 1977 se zvýšeným maximálním zatížením na 47 000 kg a kanónovou výzbrojí v zadním střelišti.
- Il-76MD – (Modificirovannyj Dalnyj) verze s prodlouženým doletem, vyšší vzletovou hmotností a zesíleným křídlem. Prototyp (SSSR-86871, 0013434002) byl zalétaný v roce 1981.
- Il-76MD Skalpel létající nemocnice vyrobená ve dvou kusech (RA-86905, 0023436054 a RA-86906, 0023436064). První z nich byla 6. června 1990 sestřelena střelou Stinger během přistávacího manévru na letišti v Kábulu.
- Galaraj – indické označení Il-76MD.
- Il-76MF – prodloužená verze Il-76MD o 6,6 m s novými motory PS-90A-76 o vzletovém tahu po 156,94 kN, nosnost 52000 kg. Stanoviště střelce pod směrovým kormidlem bylo z důvodu úspory hmotnosti vypuštěno. Konstrukce křídla byla zesílena. Výroba prvního prototypu byla zahájena v únoru 1994, roll-out proběhl na počátku roku 1995, zálet pak 1. srpna téhož roku se zkušební osádkou velitele Anatolije N. Knyševa.[8] Druhý vyrobený kus vyroloval v Taškentu v listopadu 1999.
- Il-76MF-100 – Il-76 s motory CFM56-5C2.
- Il-76P/TP/DMP – protipožární verze s nádrží VAP-2 na 42 000 kg vody a vypouštěcím zařízením. Nejmodernější verze je schopna nést až 50 000 kg hasicí směsi.
- Il-76K/MDK/MDK-2 – stroje upravené pro simulaci nulové gravitace.
- Il-76PP – (Postanovščik Poměch) letoun určený k elektronickému boji vybavený ECM a rušícím zařízením (SSSR-86889, 0013434009), slouží jako doprovod A-50.
- Il-76MT – dvě letadla sloužící jako létající nemocnice s operačním sálem a pooperačním pokojem.
- Il-76VPK/Il-82 – dvojice letadel Aeroflotu přestavěných na létající velitelské stanoviště.
- Il-76PS/PSD/Il-84 – navrhovaná verze pro úkoly SAR, vyroben pouze jeden stroj (SSSR-76471, 0033446345).[9]
- Il-76LL/MA – testovací letadla, létající laboratoře.
- Il-76SK – létající velitelské stanoviště určené pro vyhodnocování letových testů.
- Il-76T – (Transportnyj), kód NATO Candid A, první civilní nákladní verze se zesílenou konstrukcí centroplánu a větší zásobou paliva. Pohon zajišťovala čtveřice proudových motorů Solovjev D-30KP.
- Il-76TD - (Transportnyj Dalnj) verze vzniklá dalším vývojem „Téčka“ se zesíleným křídlem a podvozkem s výkonnějšími motory D-30KP 2. série. V křídle byly zabudovány další dvě palivové nádrže, které prodloužily dolet o 400 km. První stroj (SSSR-76464, 0033448407) převzal Aeroflot v květnu 1985.
- Il-76TD-90
- Il-76TF - civilní verze MF
- Il-78 – kód NATO Midas, tankovací verze zalétaná 26. června 1983 zkušební osádkou velitele V. S. Bělousova, celkem vyrobeno 45 kusů
- Il-78M – modernizovaná tankovací verze, zálet 7. března 1987.
- Il-78MK – tankovací verze určená pro export.
- Il-78V – verze s upravenými tankovacími podvěsy.
- Berijev A-50 – kód NATO Mainstay, verze pro včasnou výstrahu a řízení, na níž spolupracovala konstrukční kancelář G. M. Berijeva a TMZ G. Dimitrova. Letoun má prodloužený trup, zařízení pro tankování paliva za letu, satelitní anténu a přehledový radiolokátor Šmel. Radar je schopný sledovat současně až 60 cílů na vzdálenost do 250 km. Celkem bylo vyrobeno asi 40 kusů.
- A-50M – upravené letouny s výkonnějším radiolokátorem a palubními počítači.
- A-50U – modernizované stroje s novým výkonnějším radiolokátorem a prodlouženou vytrvalostí.
- Adnan – irácké stroje Il-76MD přestavěné na AEW a vybavené otočným krytem o průměru 9 m s radiolokátorem.
- Il-76MD-90A (Il-476) – hluboká modernizace letounu, větší dolet, nové motory, křídlo, skleněný kokpit atd.
- Berijev A-100 – vzdušné středisko řízení a včasné výstrahy vyvinuté na základě Il-76MD-90A.
- Sevení Korea na základě Il-76 vyvinula vlastní vzdušné středisko řízení a včasné výstrahy s neznámým označením.[10]

## Specifikace (Il-76TD-90)

### Technické údaje
- Osádka: 5
- Kapacita: 42 t (Il-76M), 48 t (Il-76MD), 60 t (Il-76MD-90A)
- Délka: 46,59 m
- Rozpětí: 50,5 m
- Výška: 14,76 m
- Nosná plocha: 300,0 m²
- Hmotnost (prázdný): 92 500 kg
- Max. vzletová hmotnost: 195 000 kg
- Pohonná jednotka: 4 × dvouproudový motor Solovjev D-3030KP, každý o tahu 117,7 kN

### Výkony
- Maximální rychlost: 900 km/h (490 kt, 560 mph) 0,82 Mach, záleží na výšce
- Dolet: 5 000 km pro (Il-76MD-90A/TD-90VD) s nákladem 52 tun; 4 000 km (Il-76M/T); 4 400 km (Il-76MD/TD), 4 200 km (Il-76MF/TF)
- Dostup: 13 000 m
- Plošné zatížení: 566,7 kg/m²
- Poměr tah/hmotnost: 0,228–0,252